# Barbara Kutkowska
Barbara Kutkowska (ur. 1952) – polska ekonomistka, dr hab. nauk ekonomicznych, profesor nadzwyczajny i dyrektor Instytutu Nauk Ekonomicznych i Społecznych Wydziału Przyrodniczego i Technologicznego Uniwersytetu Przyrodniczego we Wrocławiu.

## Życiorys
W 1997 r. habilitowała się na podstawie pracy zatytułowanej Możliwości kreowania dochodów w gospodarstwach rodzinnych położonych w rejonie Sudetów. W 2009 r. uzyskała tytuł profesora nauk ekonomicznych. Została zatrudniona na stanowisku docenta w Instytucie Rozwoju Wsi i Rolnictwa Polskiej Akademii Nauk oraz profesora Katedry Ekonomiki i Organizacji Rolnictwa Wydziału Przyrodniczego i Technologicznego Uniwersytetu Przyrodniczego we Wrocławiu.
Była kierownikiem w Katedrze Ekonomiki i Organizacji Rolnictwa na Wydziale Przyrodniczym i Technologicznym Uniwersytetu Przyrodniczego we Wrocławiu, członkiem prezydium i zastępcą przewodniczącego Komitetu Zagospodarowania Ziem Górskich PAN oraz członkiem Komitetu Ekonomiki Rolnictwa PAN.
Piastowała stanowisko członka zarządu i wiceprezesa Stowarzyszenia Ekonomistów Rolnictwa i Agrobiznesu.